# The Senorita's Conquest
The Senorita's Conquest è un cortometraggio muto del 1911. Il nome del regista non viene riportato.
Fu il debutto cinematografico per Romaine Fielding: attore e regista, negli anni seguenti sarebbe diventato uno dei registi di punta della Lubin Manufacturing Company.

## Produzione
Il film fu prodotto dalla Lubin Manufacturing Company

## Distribuzione
Distribuito dalla General Film Company, il film - un cortometraggio di una bobina - uscì nelle sale cinematografiche statunitensi il 18 settembre 1911.